# Латифа бинт Мохаммед Аль Мактум (II)
Латифа бинт Мохаммед ибн Рашид Аль Мактум (араб. شيخة لطيفة بنت محمد بن راشد آل مكتوم‎, род. 5 декабря 1985) — принцесса ОАЭ, член королевской семьи Дубая, дочь правителя Дубая, премьер-министра ОАЭ шейха Мохаммеда ибн Рашида Аль Мактума и Хурии Ахмед Аль Мааш родом из Алжира, принадлежит к дому Аль-Фаласи.
У шейхи Латифы есть две единокровные сестры с тем же именем (старшая и младшая). Она является родной сестрой шейхи Майты (1980), шейхи Шамсы (1981) и шейха Маджида (1987). Принцесса Латифа совершила побег из Дубая в конце февраля 2018 года. В результате совместной операции Индии и ОАЭ в международных водах вблизи берега Индии 4 марта 2018 года её насильно вернули обратно. В декабре 2018 года власти ОАЭ опубликовали фото принцессы Латифы вместе с Мэри Робинсон. Согласно Робинсон, Латифа производит впечатление невменяемой и получает необходимое лечение, о принцессе заботятся родственники. Друзья Латифы настаивали на том, что до побега принцесса была в здравом уме, и её угнетенное состояние могло быть только результатом длительного содержания в заключении или принудительного применения к ней медикаментов. К выводу, что с Латифой все в порядке, также пришёл врач, осмотревший её по просьбе мачехи Латифы принцессы Хайи в декабре 2018 года.
В 2021 году появились сообщения, что принцесса Латифа на свободе и за пределами ОАЭ.

## Ранний период жизни
В видеозаявлении, опубликованном после её исчезновения, принцесса Латифа поясняет, что она и её брат шейх Маджид провели раннее детство под опекой тётки по отцовской линии. Начальное образование получала в Дубайской школе английского языка, затем училась в Международной школе в Чоифате, в течение года в школе для девочек «Латифа». Латифа — опытная парашютистка, тренировавшаяся у бывшей чемпионки мира по прыжкам с парашютом Стефании Мартиненго, и обладает рейтингом инструктора Accelerated freefall (AFF).

## Запись видеосвидетельства Латифы
11 марта 2018 года было опубликовано 39-минутное видео, сделанное Латифой до её попытки побега из Дубая. Оно предназначалось для публикации в случае, если попытка побега провалится и жизнь Латифы окажется в опасности. Видео было записано в квартире подруги, Тины Яухиайнен (Tiina Jauhiainen), которая помогала организовывать побег, и заранее отправлено доверенным лицам. В этом видео принцесса Латифа рассказывает о своей семье, обстоятельствах, которые привели её к решению совершить побег, обвиняет отца в жестоком обращении с ней, её старшей сестрой Шамсой и другими непокорными родственницами. По словам Латифы, Шамса, которую поймали после побега, когда той было девятнадцать, с тех пор живёт под ежеминутным контролем медиков и принимает препараты, полностью подавляющие её личность.

Также Латифа рассказывает о своём одиночном тюремном заключении в течение трёх лет и четырёх месяцев после своей первой неудавшейся попытки побега в шестнадцатилетнем возрасте, пытках (жестокие избиения, содержание в темноте, отказ в средствах гигиены), которым она подвергалась по приказу своего отца шейха Мохаммеда, а также выдвигает ряд других серьёзных обвинений в его адрес:

«И там они пытали меня. Я знаю, сколько это продолжалось, потому что у меня были часы. Они сказали мне: твой отец сказал нам бить тебя, пока мы тебя не убьем. Это его приказы, приказы твоего отца, твоего отца, правителя Дубая, это то, что он сказал.

Видео содержит предупреждение о том, что, если оно доступно для просмотра, значит, принцесса Латифа мертва либо находится в очень плохой ситуации.

## Исчезновение в 2018 году
24 февраля 2018 года принцесса Латифа и гражданка Финляндии Тина Яухиайнен покинули Оман на водных мотоциклах и присоединились к Эрве Жоберу, имеющему американское и французское гражданство, и его экипажу на яхте «Ностромо» (Nostromo).
26 февраля 2018 года принцесса Латифа связалась с британским адвокатом Радой Стирлинг, основательницей неправительственной организации Detained in Dubai, и сообщила о том, что покинула Дубай, также она опубликовала несколько сообщений в социальной сети, в которых подробно изложены обстоятельства и причины её отъезда из ОАЭ.
3 марта 2018 года, до исчезновения вблизи побережья Индии, Жобер связался с индийским журналистом, готовясь к концу своего путешествия.
4 марта 2018 года принцесса Латифа, Жобер и Яухиайнен вместе с экипажем из трех филиппинских граждан пропали в Индийском океане, приближаясь к Гоа (Индия) на борту зарегистрированной в США яхты под названием «Ностромо» с позывным WDG9847.
9 марта 2018 года газета Daily Mail опубликовала новость об исчезновении яхты «Ностромо» и тех, кто находился на борту, после того как с ней связались представители принцессы Латифы.
На запросы об этом инциденте вблизи индийского побережья заместитель коменданта Авинандан Митра из индийской береговой охраны отрицал, что владеет информацией о том, что произошло, ответив: «у нас нет такой информации или операции». В индийской разведке сообщили о том, что пытаются проверить запрос, но в дальнейшем отказались от комментариев.
Финское национальное бюро расследований (KRP) подтвердило исчезновение Яухиайнен, открытие расследования в тесном сотрудничестве с министерством иностранных дел Финляндии. Брат Яухиайнен подтвердил то, что она дружит с принцессой Латифой.
20 марта 2018 года яхта «Ностромо» была замечена в порту Эль-Фуджайры службой MarineTraffic, поскольку автоматическая идентификационная система (АИС) судна была включена. На следующий день яхта вышла к Шри-Ланке с освобождённой командой, включая Жобера и трёх филиппинских граждан, на борту. Яхта «Ностромо» прибыла в Галле, Шри-Ланка, 2 апреля 2018 года.
22 марта 2018 года была найдена спутница принцессы Латифы Яухиайнен, в результате чего министерство иностранных дел Финляндии прекратило поиски в сотрудничестве с властями Дубая. Место обнаружения Яухиайнен и сведения о предыдущих событиях не разглашались официально, но, согласно сведениям, полученным от её семьи, она вернулась из Дубая в Финляндию через Лондон ночью 22 марта 2018 года рейсом авиакомпании Emirates.
Согласно юридической фирме-представительнице, в связи с событием ряд людей были задержаны или допрошены в ОАЭ и Омане, в частности Кристиан Эломбо, гражданин Франции, который провел под стражей в Омане больше месяца с конца февраля по 5 апреля 2018 года и после освобождения без предъявления обвинений был вновь взят под стражу в Люксембурге 6 апреля 2018 года по международному запросу Интерпола, выпущенному ОАЭ. Запрос позднее был отозван без уведомления или предоставления каких-либо доказательств приводимого обвинения в похищении 8 мая 2018 года, которое повлекло дополнительное 41-дневное содержание Кристиана Эломбо по стражей с 6 апреля по 17 мая 2018 года.

## Захват яхты «Ностромо»
Согласно показаниям экипажа, 3 марта 2018 года за яхтой активно следила индийская береговая охрана и спасательное воздушное судно с хвостовым номером SAR CG 782. В день захвата за ней наблюдал ещё один самолёт. До нападения 4 марта 2018 года экипажем «Ностромо» на радаре были обнаружены три корабля, неотступно следующих за яхтой на скорости менее пяти узлов. Два из них позже были идентифицированы как корабли индийской береговой охраны Shoor и Samarth, что подтверждается следующим описанием, приведённым в сообщениях Жобера для СМИ: «Два корабля береговой охраны имели крупную надпись „Индийская береговая охрана“ на боку корпуса, на одном из них был нарисован номер 11».
После захода солнца с этих кораблей для захвата «Ностромо» были выпущены два безымянных скоростных катера с шестью-восемью вооружёнными людьми в полном военном снаряжении и с штурмовыми винтовками «Тавор». Захват начался с применения оглушающих и дымовых гранат, чтобы дезориентировать экипаж и лишить его возможности действовать. Применялись наручники, завязывание глаз, избиения и угрозы. После захвата индийской береговой охраной на яхту прибыли вертолётом не менее десяти сотрудников спецназа ОАЭ. Принцессу Латифу, несмотря на её сопротивление, просьбы о предоставлении убежища, обращённые к индийскому персоналу, и явное нежелание вернуться в ОАЭ, откуда она совершила побег, насильно переместили на один из военных кораблей. «Ностромо» и остальная часть экипажа были доставлены на военно-морскую базу в Эль-Фуджайре в сопровождении кораблей индийской береговой охраны. Во время шестидневного обратного путешествия они были переведены на военный корабль ОАЭ с надписью «Байнуна» (Baynunah) на борту.
Согласно свидетельству Рады Стирлинг, она получила последнее голосовое сообщение от Латифы во время указанного захвата. Находясь в паническом состоянии, Латифа попросила помощи, сказала, что «там снаружи люди» и она слышала «выстрелы». Дальнейшие попытки сообщения с теми, кто находились на борту «Ностромо», по видимости, потерпели неудачу из-за умышленных радиоэлектронных помех со стороны индийского самолёта.
В захвате американской яхты «Ностромо», примерно в 50 милях от побережья Гоа, Индия (15,684°N 73,222°E), пришедшей туда с Ближнего Востока, в общей сложности участвовали по меньшей мере три индийских, два принадлежащих ОАЭ военных корабля, два военных самолёта и вертолёт.

## Реакция СМИ и правозащитных организаций
В первые дни после появления новостей об исчезновении яхты «Ностромо» и её экипажа события в основном освещались английскими и финскими таблоидами и сопровождались инфо-кампаниями в социальных сетях, продвигаемыми при поддержке интернет-предпринимателя Кима Доткома.
Яухиайнен и Жобер впервые после инцидента выступили публично на пресс-конференции, организованной Detained in Dubai в Лондоне, несмотря на предполагаемые угрозы со стороны правительства ОАЭ с целью принудить их к молчанию.
Спустя несколько месяцев молчания СМИ стран Персидского залива вмешались западные СМИ и начали делать запросы о прояснении статуса принцессы Латифы. Организация Human Rights Watch подвергла сомнению версию Дубая и направила запрос к властям Дубая о раскрытии местонахождения принцессы, добавив: «Невозможность раскрыть местонахождение и статус принцессы может квалифицироваться как насильственное исчезновение, учитывая свидетельства, показывающие, что в последний раз ее видели при задержании властями ОАЭ». Рабочая группа УВКПЧ ООН по насильственным или недобровольным исчезновениям (WGEID) запросила ответы по обвинениям от правительств Индии и ОАЭ.
Ad-Diyaar, ведущая арабская газета, также опубликовала призывы Human Rights Watch поднимать вопрос о том, что шейху Латифу насильно скрывают.
Группы поддержки также приняли участие в привлечении внимания общественности к кампании на Дерби в Кентукки 2018 года, запустив баннер с надписью «ДУБАЙ, ГДЕ ПРИНЦЕССА ЛАТИФА?».

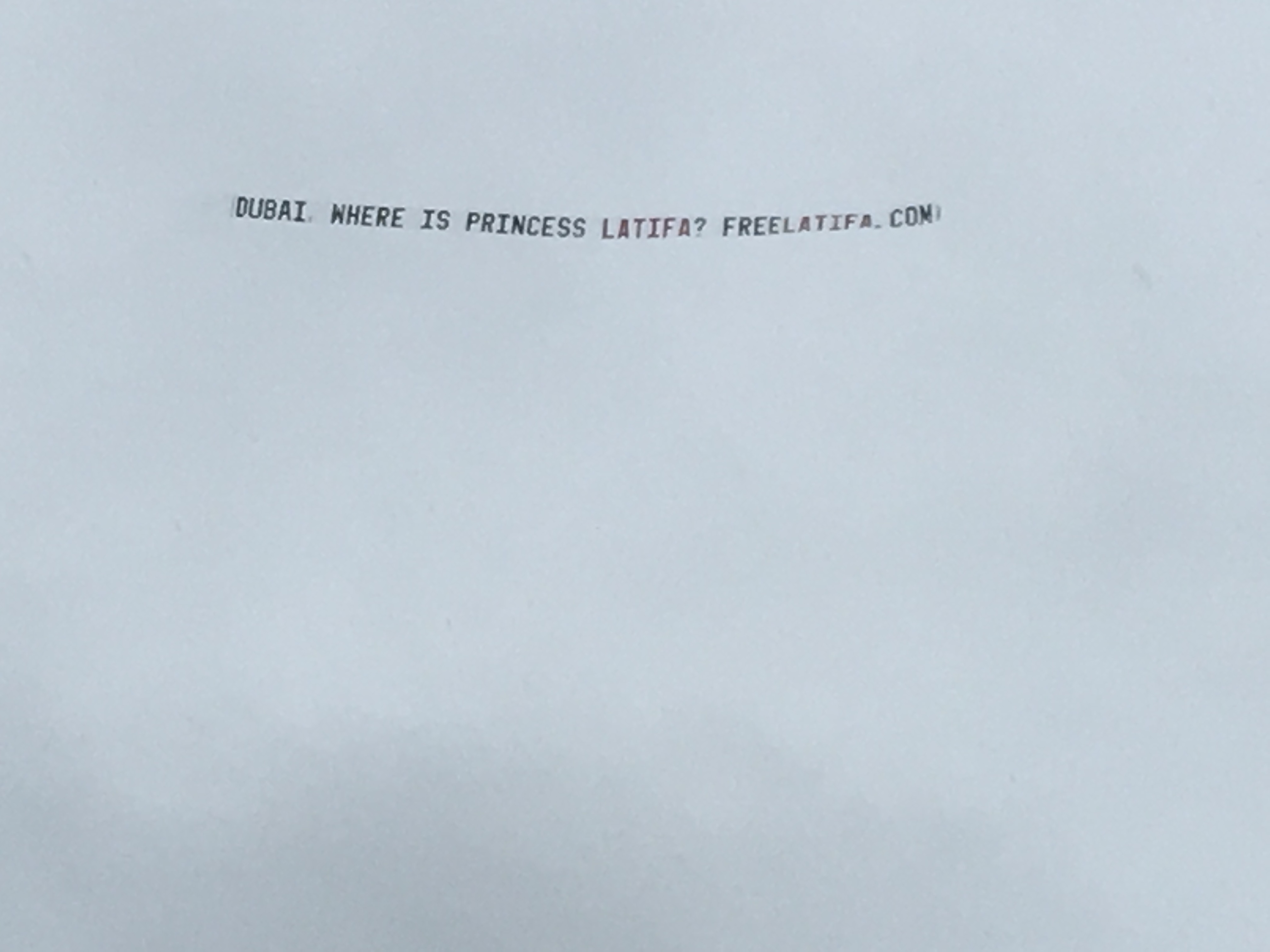
Баннер «ДУБАЙ, ГДЕ ПРИНЦЕССА ЛАТИФА?»

Ответ ОАЭ по теме был неофициальным. Согласно ему, инцидент − это иностранный заговор и попытка дискредитировать тех, кто помогает принцессе Латифе, используя анонимный источник в Дубае. Примечательно, что после насильственного исчезновения принцессы Латифы СМИ, контролируемые ОАЭ, начали широко освещать общественную деятельность её единокровной сестры с таким же именем, которая является заместителем председателя Управления культуры и искусств Дубая (Dubai Culture). Многие информагентства сообщили о пропаже конкуристки Латифы бинт Ахмед ибн Джума Аль Мактум из-за сходства имен.
Правительство Индии подверглось широкой критике за внесудебную пропаганду со ссылкой на национальные интересы и игнорирование формального правового процесса. Индийские СМИ сообщили, что премьер-министр Нарендра Моди и его советники непосредственно причастны, отдав распоряжения о захвате по просьбе премьер-министра ОАЭ шейха Мохаммеда ибн Рашида Аль Мактума. Представитель министерства иностранных дел Индии сказал: «Ни о каком подобном инциденте не было доведено до нашего сведения».
Аналогичным образом правительство Финляндии подверглось критике за то, что не выказало обеспокоенности по поводу нарушения индийским властями прав человека одной из своих гражданок. На следующий день министр иностранных дел Финляндии Тимо Сойни ответил, что Финляндия состояла в переписке с ОАЭ и индийскими официальными лицами по этому вопросу, минуя средства массовой информации.
4 сентября 2018 года Amnesty International опубликовала публичное заявление, призывающее правительство ОАЭ раскрыть информацию о местонахождении дочери правителя Дубая и соблюдать свои международно-правовые обязательства, а также призывающее правительство Индии расследовать роль её сил безопасности и должностных лиц, замешанных в захвате «Ностромо» и совершении незаконных действий.
В декабре 2018 года сообщалось, что принцесса Латифа провела семь лет, планируя свой побег из Дубая.
6 декабря 2018 года как реакция на выход документального фильма BBC Two «Побег из Дубая. Тайна пропавшей принцессы» (Escape from Dubai: The Mystery of the Missing Princess) был дан первый официальный ответ королевского двора Дубая в виде краткого заявления о том, что Латифа находится в безопасности дома. Документальный фильм освещал попытку побега шейхи Латифы, а также аналогичную попытку её сестры Шамсы в 2000 году.
Этот вопрос был передан специальному докладчику Организации Объединённых Наций по внесудебным казням лондонской юридической фирмой Guernica 37, которая представляет принцессу и двух её друзей.

## Последующие события
25 декабря 2018 года власти ОАЭ опубликовали три фотографии низкого качества, сделанные 15 декабря, на которых изображена принцесса Латифа вместе с Мэри Робинсон. По словам Мэри Робинсон, встречу организовала одна из жён Мохаммеда ибн Рашида Аль Мактума, принцесса Хайя. В интервью BBC Radio 4 Робинсон описывает шейху Латифу как «молодую женщину не в себе» («troubled young woman»), которая утверждала, что сожалеет о том, что сняла видео, в котором она заявляла о насилии. Эти комментарии были подвергнуты критике различными правозащитными группами и главой Detained in Dubai Радой Стирлинг за почти дословное цитирование официальной версии событий Дубая. Правозащитные группы и соратники принцессы Латифы подвергли сомнению характер краткого визита и призвали к независимому расследованию и оценке её состояния, оспаривая предположения о каких-либо психиатрических проблемах принцессы до её побега и необходимости содержания Латифы под стражей.
В конце июня 2019 года стало известно, что мачеха принцессы Латифы принцесса Хайя сама сбежала от мужа в Лондон вместе с детьми. По сообщениям прессы, жена шейха боялась разделить судьбу пропавших родственниц и во избежание похищения пользовалась услугами частной охранной фирмы.
Свидетельствуя в судебном процессе против мужа, принцесса Хайя рассказала, что в декабре 2018 года она попросила врача, которому она доверяла, осмотреть Латифу. Тот пришёл к выводу, что с дочерью шейха все в порядке. Хайя стала сомневаться в необходимости лечения, которому подвергалась Латифа, и добилась встречи с девушкой. Та жила в отдельном доме под охраной. Увидев Хайю, она разрыдалась. «Она была без макияжа, в спортивном костюме и натягивала рукава на руки. Казалось, она перестала за собой следить. Она не выглядела плохо, но и не была счастливой или довольной. Она была благодарна, что я пришла, и говорила, что сожалеет, что не хотела скандала — только свободы. Она предлагала публично „взять свои слова назад“», — рассказала Хайя суду, добавив, что условия жизни Латифы были сродни тюремным. Хайя стала регулярно навещать принцессу. По словам Хайи, во время встречи 1 января 2019 года она сделала вывод, что Латифа ни с кем не разговаривала с её последнего визита 15 дней назад. Шейх Мохаммед не одобрял общение Хайи и Латифы. В середине января он запретил им видеться и потребовал от жены не лезть не в свое дело.
После восьми месяцев разбирательств британский суд признал, что шейх из ОАЭ действительно похитил своих дочерей Латифу и Шамсу и угрожал жене. Судья принял во внимание не только показания принцессы Хайи и свидетелей, но и другие обстоятельства. Например, то, что шейх Мохаммед обладает почти неограниченной властью в Дубае, и то, что его дочери Шамса и Латифа не появляются на публике и не приняли приглашение дать показания в суде — хотя отец утверждает, что они свободны в своих передвижениях.
В 2021 году соратники Латифы объявили, что принцесса свободна. Была опубликована фотография с ней из Исландии. Тем не менее, голландские правозащитники высказали в амстердамской газете «Trouw» сомнение в аутентичности «исландского» фотоснимка, сделанного в неопределимом месте.